# Novo Selo, Stara Zagora
Novo Selo (în bulgară Ново село) este un sat în Obștina Stara Zagora, Regiunea Stara Zagora, Bulgaria.

## Demografie
Componența etnică a satului Novo Selo
     Bulgari (94,62%)
     Nicio identificare (2,15%)
     Altele (3,22%)
La recensământul din 2011, populația satului Novo Selo era de 93 locuitori. Din punct de vedere etnic, majoritatea locuitorilor (94,62%) erau bulgari. Pentru 2,15% din locuitori nu este cunoscută apartenența etnică.